# Gallus Döbler

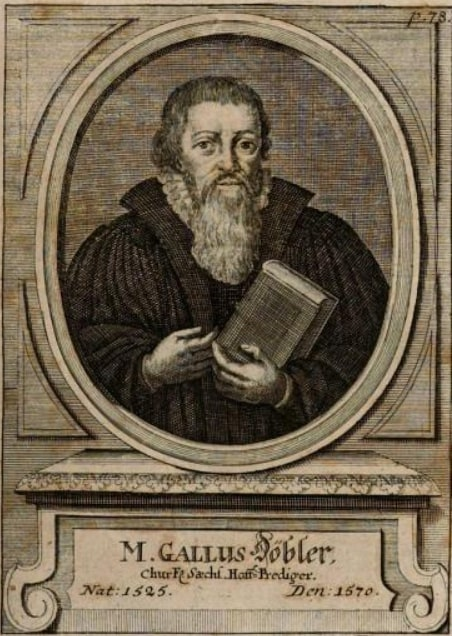
Gallus Döbler auf einem Kupferstich von 1730

Gallus Döbler (* 1. Januar 1525 in Geithain; † 5. Juli 1570 in Eilenburg) war ein lutherischer Theologe. Er war kurfürstlich-sächsischer Hofprediger in Dresden und Superintendent in Eilenburg.

## Leben
Gallus Döbler wurde 1525 in Geithain als Sohn des Cyriacus Döbler („Vorsteher der geistlichen Güther und Raths-Verwandter daselbst“) und dessen Frau Barbara als eines von acht Kindern geboren. Die damalige Familie Döbler wird als bekannt und weitläufig bezeichnet. Er besuchte zunächst die Stadtschule in Geithain, ehe er an die Lateinschule in Zwickau wechselte, wo er Schüler des Petrus Plateanus gewesen sein soll. Die Lehrer der humanistisch geprägten Bildungsstätte pflegten einen engen Kontakt zu den Reformatoren in Wittenberg. Es folgte die Immatrikulation an der Philosophischen Fakultät der Universität Wittenberg, wo er am 11. Februar 1550 unter Johannes Marcellus den Magistergrad erlangte. Zugleich wandte der sich der Theologie zu. Im Anschluss wurde Döbler als Rektor an die Schule seiner Heimatstadt Geithain berufen.
1553 trat Döbler dem Ruf des Chemnitzer Rates folgend eine Stelle als Diakon an der Stadtkirche Sankt Jakobi an. Dort erregte er offenbar die Aufmerksamkeit des Kurfürsten August, der ihn bereits ein Jahr später an seinen Hof nach Dresden berief. Nach knapp zwei Jahren als Hofprediger wechselte er 1555 nach Eilenburg. Dort trat er die Nachfolge des verstorbenen Oberpfarrers an Sankt Nikolai und Superintendenten der Ephorie Eilenburg, Leonhard Engelberger, an. In Döblers Amtszeit wurden ein neuer Predigtstuhl, der Singechor, das Diakonatshaus und ein Stall auf der Pfarrwohnung errichtet. Er starb 1570 nach Krankheit in Eilenburg und wurde wie seine Vorgänger im Chorraum von Sankt Nikolai beigesetzt. Zur Erinnerung an den Verstorbenen wurden ein Epitaph und ein Bildnis für die Nikolaikirche angefertigt. Letzteres war mit den folgenden Versen versehen:
Herr Gallus war ein Hahn, der weitlich konte krehen,

Daß mancher Sünder must aus seinem Schlaff aufstehen,

Mit Petro gehen aus und weinen bitterlich,

Des sieget er nunmehr mit Christo ritterlich.
Döbler hatte fünf Kinder, vier Söhne und eine Tochter. Der Name seiner Frau ist unbekannt. Sein Nachfolger als Superintendent in Eilenburg, Caspar Starcke, heiratete 1581 die Tochter Anna. Aus dieser Ehe entstammt unter anderem Dorothea Starcke, die Mutter des Lieddichters Paul Gerhardt.